# U 140 (U-Boot, 1940)
U 140 war ein deutsches U-Boot vom Typ II D, das im Zweiten Weltkrieg von der deutschen Kriegsmarine eingesetzt wurde.

## Geschichte
Der Auftrag für das Boot wurde am 25. September 1939 an die Werft Deutsche Werke, Kiel vergeben. Die Kiellegung erfolgte am 16. November 1939, der Stapellauf am 28. Juni 1940. Die Indienststellung unter Oberleutnant zur See Hans Peter Hinsch fand schließlich am 7. August 1940 statt.
Das Boot gehörte nach seiner Indienststellung am 7. August 1940 bis zum 30. November 1940 als Ausbildungsboot zur 1. U-Flottille in Kiel. Danach, vom 1. Dezember 1940 bis zum 31. Dezember 1940, wurde es Frontboot in der 1. U-Flottille in Kiel. Nach dem Fronteinsatz kam U 140 als Schulboot in die 22. U-Flottille in Gotenhafen. Beim Beginn des Krieges gegen die Sowjetunion, wurde das Boot vom 22. Juni 1941 bis zum 31. August 1941, Frontboot in der 22. U-Flottille in Gotenhafen, bevor es vom 1. September 1941 bis zum 31. März 1945 wieder als Schulboot in der 22. U-Flottille in Gotenhafen eingesetzt wurde. Zuletzt wurde U 140 vom 1. April 1945 bis zum 5. Mai 1945 Ausbildungsboot in der 31. U-Flottille in Hamburg.

## Einsatzstatistik
Unter den Kommandanten Hinsch und Hellriegel absolvierte U 140 drei Unternehmungen im Nordatlantik und in der mittleren Ostsee. Hinsch versenkte im Atlantik innerhalb einer Woche drei Schiffe. Auf seiner Feindfahrt in der Ostsee versenkte Hellriegel ein sowjetisches U-Boot mit 206 t.

### Erste Unternehmung
Das Boot lief am 20. November 1940 um 8:15 Uhr von Kiel aus und lief am 24. November 1940 um 7:04 Uhr, zur Ergänzung, in Bergen ein. Es lief noch am gleichen Tage um 19:00 Uhr wieder von Bergen aus und lief am 20. Dezember 1940 um 19:30 Uhr in Kiel ein. Auf dieser 31 Tage dauernden und zirka 3.900 sm langen Unternehmung in den Nordatlantik, westlich des Nordkanals, wurden drei Schiffe mit 12.388 BRT versenkt.
- 3. Dezember 1940: Versenkung des britischen Dampfers Victoria City mit 4.739 BRT. Der Dampfer wurde durch einen Torpedo versenkt. Er hatte Stahl geladen und befand sich auf dem Weg von New York über Halifax nach London. Das Schiff war ein Nachzügler des Konvois HX-90 mit 32 Schiffen. Es war ein Totalverlust mit 43 Toten.

- 8. Dezember 1940: Versenkung des finnischen Segelschiffes Penang (Lage) mit 1.997 BRT. Der Segler wurde ohne Vorwarnung durch einen Torpedo versenkt. Er hatte Getreide geladen und befand sich auf dem Weg von Port Victoria (auf der Halbinsel Yorke gelegen) nach Cork. Es war ein Totalverlust mit 18 Toten (Kapitän Karl Victor Karlsson und 17 Mann).

- 8. Dezember 1940: Versenkung des britischen Dampfers Ashcrest (Lage) mit 5.652 BRT. Der Dampfer wurde durch einen Torpedo versenkt. Er hatte Stahl geladen und befand sich auf dem Weg von Philadelphia nach Middlesbrough. Das Schiff war ein Nachzügler des Konvois SC-13 mit 32 Schiffen. Es war ein Totalverlust mit 37 Toten.

### Zweite Unternehmung
Das Boot lief unter dem Kommando von Hans-Jürgen Hellriegel am 19. Juni 1941 um 23:30 Uhr von Gotenhafen aus und lief am 30. Juni 1941 um 22:00 Uhr wieder dort ein. Auf dieser zwölf Tage dauernden Unternehmung in die mittlere Ostsee, und vor Libau, wurden keine Schiffe versenkt oder beschädigt.

### Dritte Unternehmung
Das Boot lief am 7. Juli 1941 um 12:00 Uhr von Gotenhafen aus und lief am 24. Juli 1941 um 22:00 Uhr wieder dort ein. Auf dieser 18 Tage dauernden und 1.217 sm über und 470 sm unter Wasser langen Unternehmung in die Ostsee, vor Ösel, Dagö und vor Öland, wurde ein U-Boot mit 206 t versenkt.
- 21. Juli 1941: Versenkung des sowjetischen U-Bootes M-94 (Lage) mit 206 t. Das U-Boot wurde durch einen Torpedo versenkt.

Kurze Zeit später schoss Hellriegel einen Torpedo auf ein weiteres U-Boot. Auf der Suche nach Anzeichen eines Treffers konnte beobachtet werden, dass Schiffbrüchige der ersten Versenkung von Land aus mit Booten gerettet wurden.

## Verbleib
Das Boot wurde am 5. Mai 1945 in Wilhelmshaven in der Westkammer der IV. Einfahrt (Raederschleuse) gemäß dem lange bestehenden, allerdings von Großadmiral Dönitz am Abend des 4. Mai 1945 aufgehobenen Regenbogen-Befehl von seiner Besatzung selbstversenkt.